# 信仰之爱
信仰之爱是爱的一种特殊形式。这种爱一般直指某个超越的信仰主体，“信”超过了理智，不需要理性的介入，或者说，这种理性思考的目的，只是为了更加的“信”。比如，信仰上帝产生的对上帝的爱，对万物的爱。这种“爱”的最佳情况是，具有慈悲的心灵。
关于某种信仰所产生出的情绪。悲天悯人。
尤其，由愛某個人，而至要保護她/他所存在的整個世界，更是愛情向上提升為信仰的最高境界。